# Самчинці (Гайсинський район)
Са́мчинці — село в Україні, в Гайсинському районі Вінницької області. Населення становить 108 осіб.
Подорожуючи у Самчинці залізницею, не забувайте виходити на з.п. Нові Обиходи, а не на станції Самчинці, яка розташована аж у Райгороді.

## Пам'ятки
- Неподалік від села розташований заказник — Самчинецьке Урочище.
- Поблизу Самчинців виявлено поселення буго-дністровської культури.
- Кам'яний костел святої Марії Магдалени з незвичайною для Вінниччини архітектурою. Вирізняється серед інших костелів тим, що побудований з каменю. Виглядає дуже суворо і складається враження, що його сюди перенесли з Середньовічної Німеччини. Про цей костел мало хто знає. Побудували його у 1910 році. При будівництві у цемент додавали яєчний жовток. Це типовий розчин тих років. У 1930-х роках його хотіли підірвати, але він настільки виявився міцний, що вистояв. Тоді вирішили тут зробити склад від колгоспу. У 1980-х роках його передали релігійній громаді. Історично Самчинці були село католиків. У 1950-х роках вони почали звідси масово виїжджати, тікаючи від колгоспів. Сьогодні у костел святої Магдалени ходять католики з навколишніх сіл.

Також цікавим є нове село Нові Обиходи, побудоване біля Самчинців для чорнобильців.

## Галерея
Костел
|  |
|  |

|  |
|  |

|  |
|  |

|  |
|  |

|  |
|  |

|  |
|  |

|  |
|  |